# Minao
Minao est une localité du département de Tiankoura, dans la province du Bougouriba (région du Sud-Ouest) au Burkina Faso. En 2006, cette localité comptait 261 habitants dont 57.5% de femmes.